# Sachiko Ishikawa
Sachiko Ishikawa (石川幸子?, Ishikawa Sachiko; Shikokuchūō, 18 agosto 1978) è un'ex cestista e allenatrice di pallacanestro giapponese.

## Carriera
Con il Giappone ha disputato i Campionati mondiali del 2010.